# Miller Barber
Miller Westford Barber Jr. (Shreveport, 31 maart 1931 - Scottsdale, Arizona, 11 juni 2013) was een Amerikaanse golfer. Hij speelde op de Amerikaanse PGA Tour en de Senior PGA Tour.
Barber studeerde aan de Universiteit van Arkansas en werd in 1958 professional. In 1962 won hij het Metropolitan Open, dat toen geen deel meer uitmaakte van de PGA Tour. Op de PGA Tour won hij 11 toernooien, maar er was geen Major bij. 
Op de Senior PGA Tour won hij 24 toernooien, inclusief vijf Majors. Na Jack Nicklaus (8), Hale Irwin (7), Gary Player (6) en Tom Watson (6) staat hij nummer 5 op de lijst van de spelers met de meeste gewonnen Majors op de Senior Tour.

## Erelijst
PGA Tour
- 1964: Cajun Classic Open Invitational
- 1967: Oklahoma City Open Invitational
- 1968: Byron Nelson Golf Classic
- 1969: Kaiser International Open Invitational
- 1970: Greater New Orleans Open Invitational
- 1971: Phoenix Open Invitational
- 1972: Dean Martin Tucson Open
- 1973: World Open Golf Championship (144 holes)
- 1974: Ohio Kings Island Open
- 1977: Anheuser-Busch Golf Classic
- 1978: Phoenix Open

Elders
- 1962: Metropolitan Open

Senior PGA Tour
- 1981: Peter Jackson Champions, Suntree Seniors Classic, USPGA Seniors' Championship
- 1982: US Senior Open, Suntree Classic, Hilton Head Seniors International (tie met Dan Sikes)
- 1983:  Senior Tournament Players Championship, Merrill Lynch/Golf Digest Commemorative Pro-Am, United Virginia Bank Seniors, Hilton Head Seniors International
- 1984:  Roy Clark/Skoal Bandit Senior Challenge, US Senior Open, Greater Syracuse Senior's Pro Classic, Denver Post Champions of Golf
- 1985: Sunrise Senior Classic, US Senior Open, PaineWebber World Seniors Invitational
- 1986: MONY Senior Tournament of Champions
- 1987: Showdown Classic, Newport Cup
- 1988: Showdown Classic, Fairfield Barnett Classic
- 1989: MONY Senior Tournament of Champions,  Vintage Chrysler Invitational

Elders
- 1982: Vintage Invitational
- 1985: Shootout at Jeremy Ranch (met Ben Crenshaw)
- 1987: Mazda Champions (met Nancy Lopez)
- 2002: Liberty Mutual Legends of Golf - Demaret Division (met Jim Ferree)
- 2003: Liberty Mutual Legends of Golf - Demaret Division (met Jim Ferree)